# 14 Pułk Strzelców (Imperium Rosyjskie)
14 pułk strzelców (ros. 14-й Стрелковый полк генерал-фельдмаршала Гурко полк) – oddział piechoty armii Imperium Rosyjskiego.

## Charakterystyka
Sformowany w 1856. Stacjonował między innymi w m.  Odessa.

 W przededniu I wojny światowej pułk etatowo posiadał dwa bataliony po cztery kompanie oraz kompanię tyłową. Kompania piechoty czasu wojny liczyła około 240 żołnierzy i 4–5 oficerów. Na szczeblu pułku występował także pododdział karabinów maszynowych (8 km), łączności (w tym 14 konnych gońców i 21 telefonistów) i zwiadowczy (64 zwiadowców, w tym 4 kolarzy).

## Podporządkowanie
Lipiec 1914:
- 8 Korpus Armijny – Odessa[7]
  - 4 Brygada Strzelców – Odessa
    - 14 pułk strzelców –  Odessa